# 82-mm-Granatwerfer BM-37

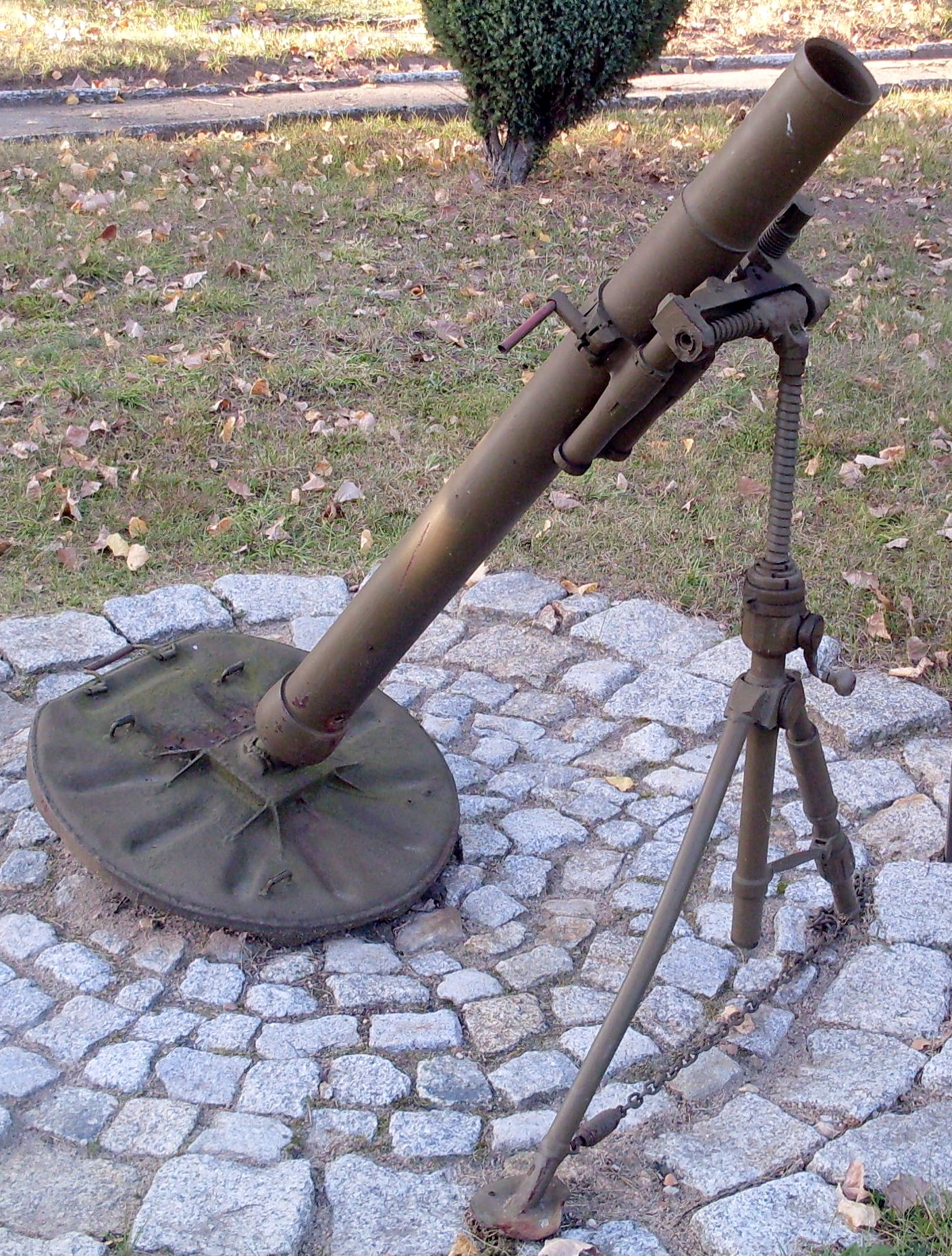
82-mm-Granatwerfer BM-37

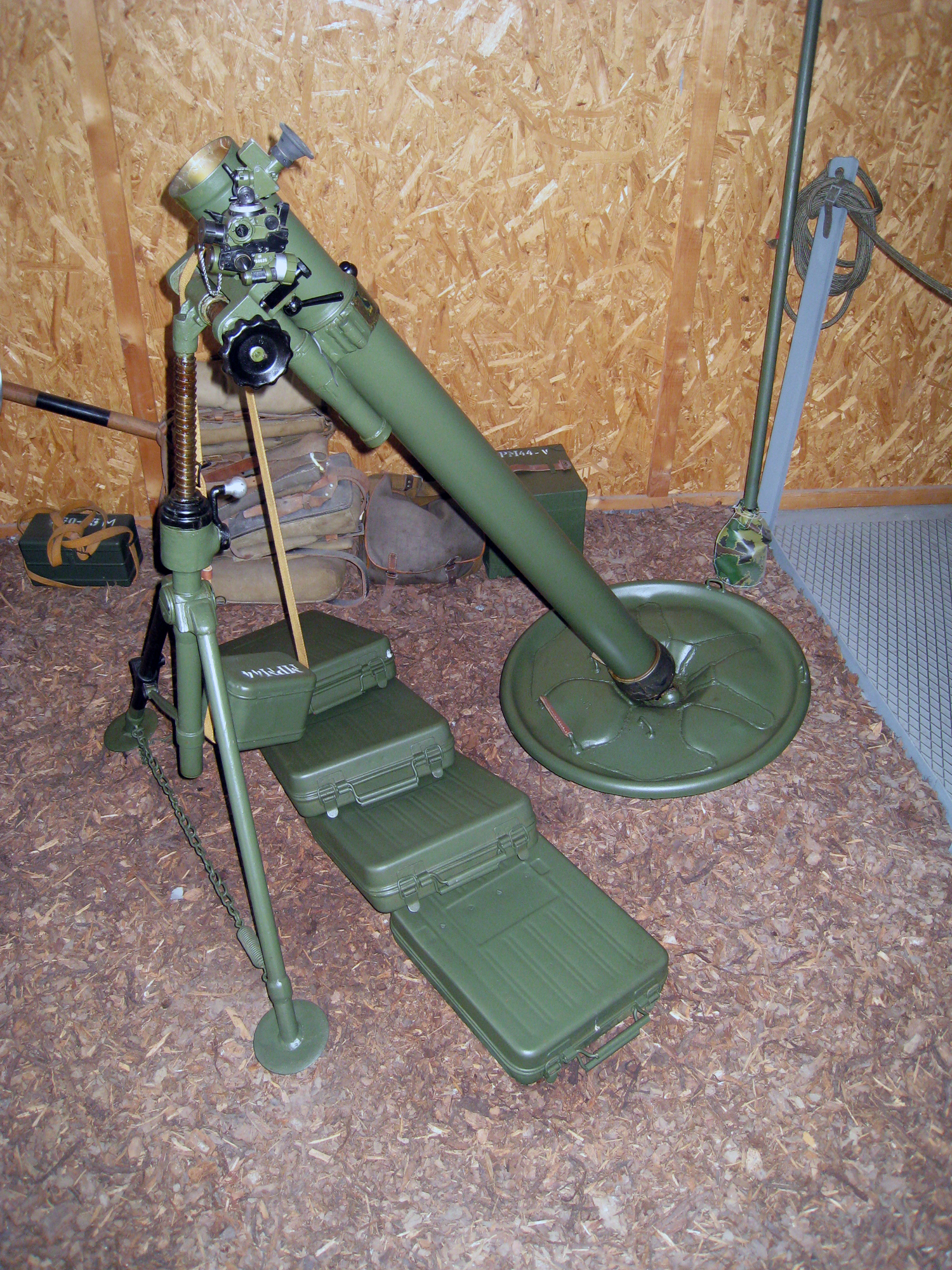
Variante BM-41

Der 82-mm-Granatwerfer BM-37 ist ein während des Zweiten Weltkrieges in der Sowjetunion entwickelter Granatwerfer. Die Konstruktion geht auf den Stokes-Mörser  zurück. Derartige Waffen waren von der Roten Armee 1929 während der Zwischenfälle an der Grenze zu China erbeutet worden. Die Waffe diente zum Vernichten und Niederhalten von lebenden Kräften und Feuermitteln innerhalb und außerhalb von Deckungen, zum Schießen von Signalen und zur Beleuchtung des Gefechtsfeldes.
In der Sowjetarmee wurde die Waffe als 82-mm-Granatwerfer BM-37 (russisch 82-мм миномет БМ-37) bezeichnet, dabei steht die Abkürzung BM-37 für Bataillonsgranatwerfer Modell 1937 (russisch батальонный миномёт обр. 1937 г). Die Bezeichnung weist weiterhin auf die vorgesehene Verwendung bei der Bataillonsartillerie hin. Der GRAU-Index der Waffe war 52-M-832Sch (russisch 52-М-832Ш). In der NVA wurde die Waffe zusammen mit dem Nachfolgetyp als 82-mm-Granatwerfer Modell 37/41 geführt. Die Bezeichnungen sowohl der Sowjetarmee als auch der NVA weichen dabei vom heute in der Bundeswehr gebräuchlichen Bezeichnungsschema ab, wo derartige Waffen als Mörser bezeichnet werden.

## Entwicklung
Die Entwicklung der Waffe wurde von Nikolai Alexandrowitsch Dorowljow (russisch Николай Александрович Доровлёв) geleitet. Unmittelbarer Vorgänger war der 82-mm-Granatwerfer BM-36 (russisch 82-мм миномет БМ-36). Die Waffe wies einige Unzulänglichkeiten auf. Die Waffe musste zum Transport zerlegt werden, der seitliche Richtbereich war ebenso wie die Visiereinrichtung unzureichend. Für das Modell 37 wurden das Rohr und die Bodenplatte neu konstruiert. Die Erprobungen des neu konstruierten Modells begannen im März 1933 und verliefen zufriedenstellend. Daraufhin wurde zwischen 1935 und 1936 eine kleine Serie der Waffe hergestellt. 1940 wurde, dem Beschluss des Zentralkomitees der KPdSU (B) Über die Erhöhung der Produktionszahlen von Granatwerfern und Minen (russisch Об увеличении производства минометов и мин) folgend, die Produktion gesteigert. In ausreichenden Stückzahlen konnte der Granatwerfer der Roten Armee erst unmittelbar vor Ausbruch des Großen Vaterländischen Krieges bereitgestellt werden. Zu Kriegsbeginn verfügte die Rote Armee über 14.200 dieser Granatwerfer.
Während der bis 1943 andauernden Produktion wurde die Konstruktion der Waffe mehrfach vereinfacht. Ziele waren eine einfachere Konstruktion, um den Produktionsausstoß unter Kriegsbedingungen zu erhöhen, und die Verbesserung der taktisch-technischen Eigenschaften der Waffe.

## Konstruktion
Die Waffe besteht aus
- dem Rohr mit Bodenstück
- dem Zweibein
- der Bodenplatte
- dem Richtaufsatz
- dem Transportkarren
- dem Zubehör
- den Tragepolstern

Die Waffe kann zum leichteren Transport in mehrere Traglasten zerlegt werden. Das Rohr mit einem Gewicht von 19 kg, das Zweibein mit einem Gewicht von 20 kg und die Bodenplatte mit einem Gewicht von 22 kg können von je einem Schützen getragen werden.
Der Granatwerfer besitzt ein glattes Rohr und verschießt flügelstabilisierte Wurfgranaten. Die Waffe besitzt keine Ladesicherung, die ein erneutes Nachladen bei nicht entladenem Werfer verhindert. Das Bodenstück schließt das Rohr nach hinten ab und leitet die Rückstoßkräfte in die Bodenplatte ein. Bodenplatte und Zweibein dienen zum Richten des Werfers und nehmen die Rückstoßkräfte auf. Sowohl nach der Seite, als auch nach der Höhe wird der Werfer über einfache Spindeln gerichtet. Im Laufe der Produktion wurde ab 1941 der Mechanismus zum Horizontieren des Werfers in das rechte Bein des Zweibeins verlegt.
Als Visier wurde ursprünglich das Visier MP-1 (russisch МП-1) mit dem Kollimatoraufsatz MP-82 (russisch МП-82) verwendet. Später kamen dann die Richtaufsätze MP-41, MP-42, MPM-4M oder MPM-44M zum Einsatz. Der Richtaufsatz MPM-44M vergrößert bei einem Gesichtsfeld von 9° 2,5-fach. Er kann mit einer Nachtbeleuchtung versehen werden.
Als Fahrgestell kam ab 1941 ein einachsiges, ungefedertes Fahrgestell zum Einsatz. Dabei handelte es sich um eine geschweißte Konstruktion aus Stahlrohr.

## Munition

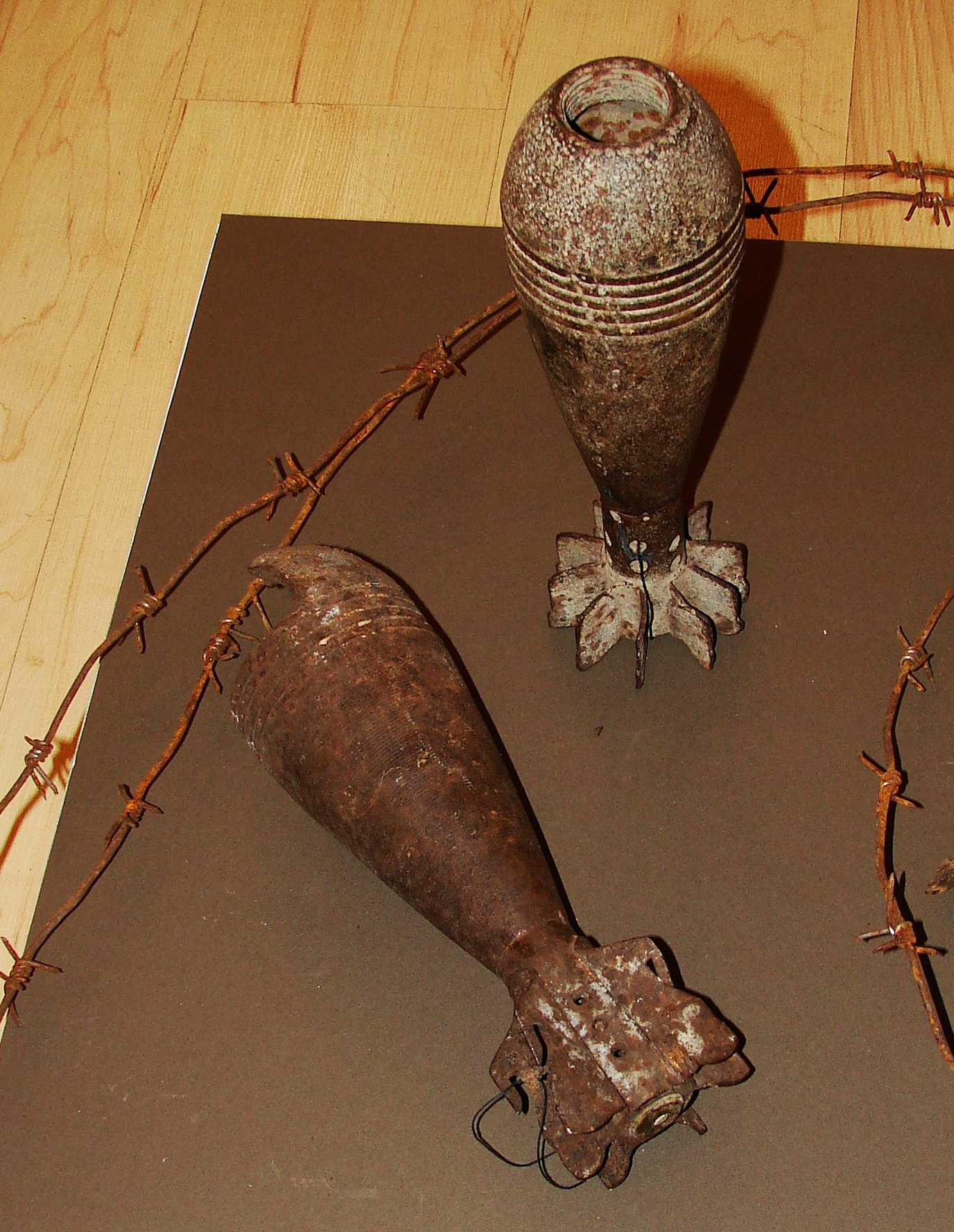
82-mm-Wurfgranaten

Zum Einsatz kamen flügelstabilisierte Wurfgranaten mit Splittergefechtskopf. Bei einem Gesamtgewicht des Schusses von 3,1 kg entfielen auf die Sprengladung 0,49 kg Gewicht. Weiterhin standen Fallschirm-Signal-Wurfgranaten und Fallschirm-Leucht-Wurfgranaten zur Verfügung sowie Agitationswurfgranaten.

## Technische Daten
| 82-mm-Granatwerfer BM-37    |                                   |
| Allgemeine Eigenschaften    |                                   |
| Klassifikation              | Granatwerfer                      |
| Chefkonstrukteur            | Nikolai Alexandrowitsch Dorowljow |
| Bezeichnung des Herstellers |                                   |
| Hersteller                  |                                   |
| Länge mit Protze            |                                   |
| Breite                      |                                   |
| Höhe                        |                                   |
| Gewicht in Feuerstellung    | 56 kg                             |
| Gewicht in Marschlage       | 156 kg                            |
| Bedienung                   | 1/4                               |
| Baujahre                    | 1937–1945                         |
| Stückzahl                   |                                   |
| Rohr                        |                                   |
| Kaliber                     | 82 mm                             |
| Rohrlänge                   |                                   |
| Höhe der Schusslinie        |                                   |
| Feuerdaten                  |                                   |
| Höhenrichtbereich           | +45° bis +85°                     |
| Seitenrichtbereich          | ±3°                               |
| Reichweite, maximal         | 3.040 m                           |
| Reichweite, minimal         | 85 m                              |
| Mündungsgeschwindigkeit     | 211 m/s                           |
| Feuerrate                   | 15–25 Schuss/min                  |

## Modifikationen

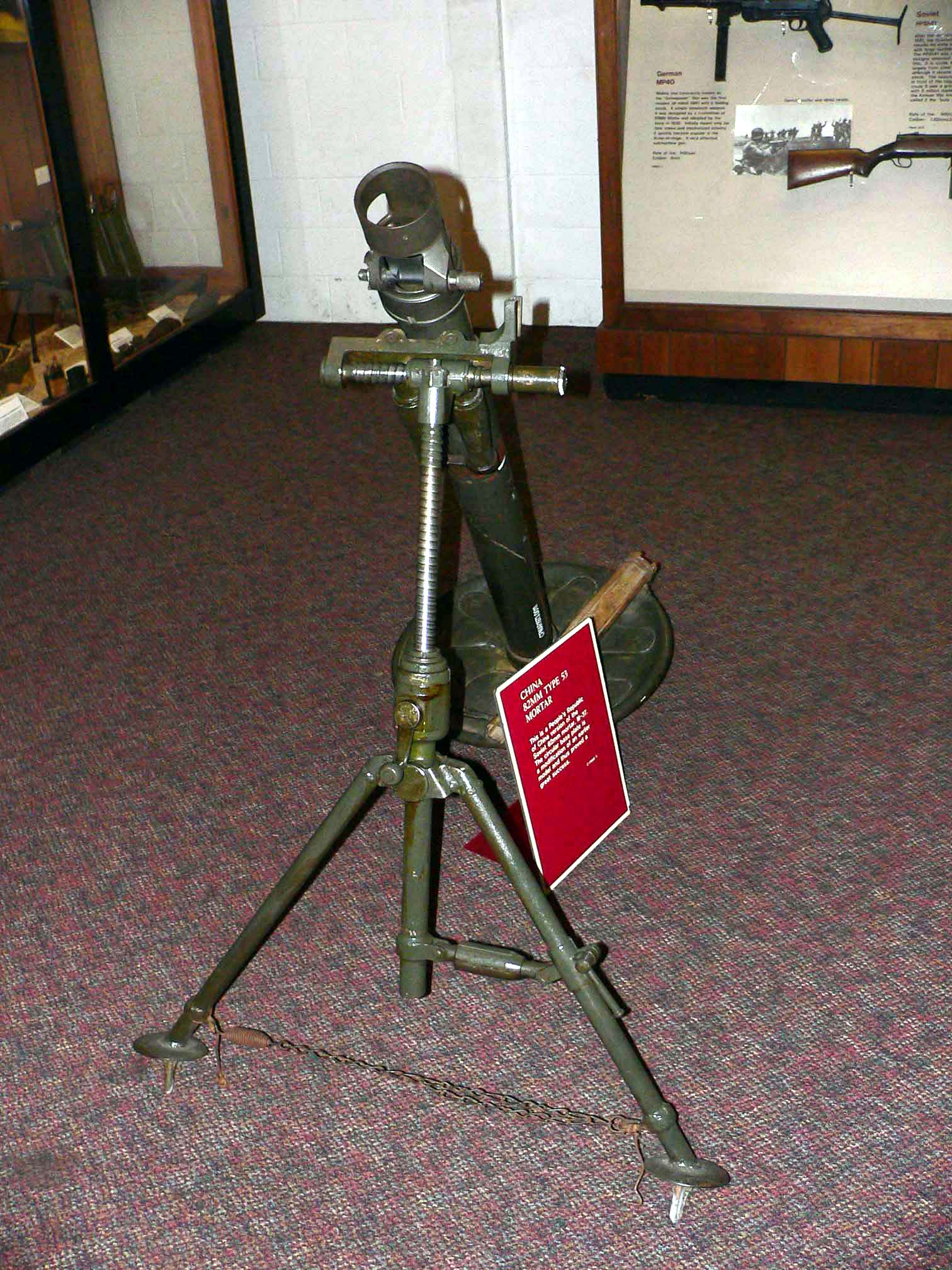
Type 53 aus chinesischer Produktion

### Modell 41
Beim Modell 1941 wurden die Konstruktion der Bodenplatte und des Zweibeins verändert. Außerdem war jetzt der Transportkarren für den Werfer verfügbar, was die Verlegung unter Gefechtsbedingungen erleichterte.

### Modell 43
Beim Modell 43 wurden die Befestigung des Visiers und die Konstruktion des Zweibeins geändert.

### Helwan M-69
Beim Helwan M-69 handelt es sich um die ägyptische Lizenzversion des Werfers.

### Type 53
Als Type 53 wird die in der Volksrepublik China hergestellte Version des Werfers bezeichnet. Die Waffe unterscheidet sich vom Ursprungstyp durch die Konstruktion des Zweibeins und die Ladesicherung.

## Einsatz
Während des Zweiten Weltkrieges wurden die Werfer in großen Stückzahlen in der Bataillonsartillerie der Roten Armee genutzt. Dabei wurden teilweise Selbstfahrlafetten improvisiert, indem der Werfer auf der Ladefläche von Lastkraftwagen installiert wurde. Auch nach Kriegsende blieben beide Modelle noch lange Zeit im Einsatz. In der Sowjetarmee wurden sie erst ab 1983 durch den 82-mm-Granatwerfer 2B14 Podnos (russisch 2Б14 Поднос) abgelöst.

### Einsatz in der HVA und KVP der DDR
Der Einsatz des 82-mm-Granatwerfers Modell 37/41 begann bereits 1951 in den Einheiten der Hauptverwaltung für Ausbildung (HVA). Im Frühjahr dieses Jahres wurden der HVA neben anderen Waffen auch 141 82-mm-Granatwerfer übergeben. Alle diese Waffen stammten aus Kriegsbeständen. Damit konnten die bisher zu Ausbildungszwecken genutzten 79 Granatwerfer 34 und der Granatwerfer 36 teilweise abgelöst werden. Weitere Werfer liefen 1952 zu, so dass die deutschen Waffen aus der Bewaffnung der HVA herausgelöst werden konnten. Eingesetzt wurden die Waffen zunächst an den Volkspolizeischulen, die 1949 zur Ausbildung von Offizieren und Unterführern geschaffen worden waren. Vorgesehen waren die Waffen für die S6-Kompanien der A-Abteilungen, dabei stand S6 als Tarnbezeichnung für Granatwerfer, der Buchstabe A bezeichnet eine Infanterieeinheit bzw. -truppenteil, Abteilung war die Bezeichnung für einen Verband mit der Struktur eines Bataillons. Da aber die 120-mm-Granatwerfer M1943 nicht in ausreichender Anzahl zur Verfügung standen, kam der 82-mm-Granatwerfer auch in den S6-Kompanien der A-Kommandos (entsprach in der Struktur einem Regiment) zum Einsatz.
Auch nach der Schaffung der Kasernierten Volkspolizei und der Aufstellung von Territorialverwaltungen und Bereitschaften blieben die Waffen in Nutzung.

### Einsatz in der NVA der DDR
Die Nationale Volksarmee der DDR übernahm 82-mm-Granatwerfer Modell 37/41 von der Kasernierten Volkspolizei. In den ursprünglich vorgesehenen Infanterie- und mechanisierten Bataillonen war je eine Granatwerferbatterie mit 82-mm-Granatwerfern vorgesehen. Auch nach deren Umgliederung in motorisierte Schützenbataillone blieb die mit dem Werfer ausgerüstete Batterie in der Struktur erhalten. Die geplante Umrüstung auf 120-mm-Granatwerfer konnte nicht realisiert werden, so dass der 82-mm-Werfer als Ersatzbewaffnung in der NVA bis zu deren Auflösung verblieb. Insgesamt verfügte die NVA 1990 über 325 82-mm-Granatwerfer Modell 37/41.
Als Transportfahrzeug dienten Lkw LO 1800 A. Da der ungefederte Transportkarren nur geringe Marschgeschwindigkeiten erlaubte, wurde der Werfer zum Transport auf der Ladefläche des Lkw verlastet.

### Einsatz bei anderen bewaffneten Kräften in der DDR
Auch die Volkspolizei-Bereitschaften der Kasernierten Einheiten des Ministeriums des Innern (MdI) der DDR nutzen den Granatwerfer. Dort wurden sie in den schweren Kompanien der Bereitschaften eingesetzt. Ein weiterer Nutzer waren die Wach- und Sicherstellungseinheiten des Ministeriums für Staatssicherheit (MfS). Bei Auflösung der militärischen Strukturen des MdI und des MfS wurden der NVA 166 Werfer übergeben.